# River Raid
River Raid es el nombre de un videojuego diseñado y programado en 1982 por Carol Shaw y publicado por la empresa Activision para ser jugado en consolas y computadores personales de Atari Inc., tales como en la consola Atari 2600 o en los microcomputadores de las series XL y XE.
En el videojuego, que tiene una temática de aviación militar, el jugador controla un avión caza que se interna lecho arriba en un río atestado de enemigos, tales como barcos, helicópteros, globos aerostáticos, tanques y aviones. El objetivo del juego es avanzar a través del río, destruir enemigos por medio de disparos verticales desde la perspectiva de quien observa, evitar chocar contra las riberas, y destruir consecutivamente una serie de puentes que marcan el avance de las diferentes etapas con crecientes grados de dificultad, todo lo anterior evitando que se agote el combustible del avión, el cual debe ser recargado periódicamente al pasar sobre las marcas puestas para tal efecto en el río. 
El juego es sencillo, pero posee características innovadoras para la época, como cambios de velocidad de vuelo, movimiento en los cuatro sentidos de la pantalla, caminos múltiples y un motor de inteligencia artificial bien programado que impulsa a los enemigos a cruzarse frente al jugador justo a tiempo para bloquearlo e impedir su avance río arriba.
River Raid fue diseñado por la primera mujer en la industria de los videojuegos, Carol Shaw, que en 1979 creó el 3D Tic Tac Toe de Atari.
Existen actualmente muchos fanáticos de este clásico, quienes aún lo juegan por medio de emuladores de Atari. Además, existe un sitio de Internet dedicado a este juego y a versiones remasterizadas de este.